# Basquetebol do Clube de Futebol "Os Belenenses"
A equipa de Basquetebol do Clube de Futebol "Os Belenenses" é a secção que representa a dita agremiação em competições profissionais nacionais e internacionais, localizado em Lisboa, Portugal. Manda seus jogos no Pavilhão Acácio Rosa com capacidade para 1.683 adeptos.

## Temporada por temporada
| Temporada | Nível | Liga    | Posição | Pós-temporada |
| --------- | ----- | ------- | ------- | ------------- |
| 2013-14   | 3     | CNB1    | 2º      |               |
| 2014-15   | 3     | CNB1    | 2º      |               |
| 2015-16   | 2     | ProLiga | 11      |               |
| 2016-17   | 2     | ProLiga | 10      |               |
| 2017-18   | 2     | ProLiga | 7       |               |
| 2018-19   | 2     | ProLiga | 3       |               |

fonte:eurobasket.com

## Palmares da secção

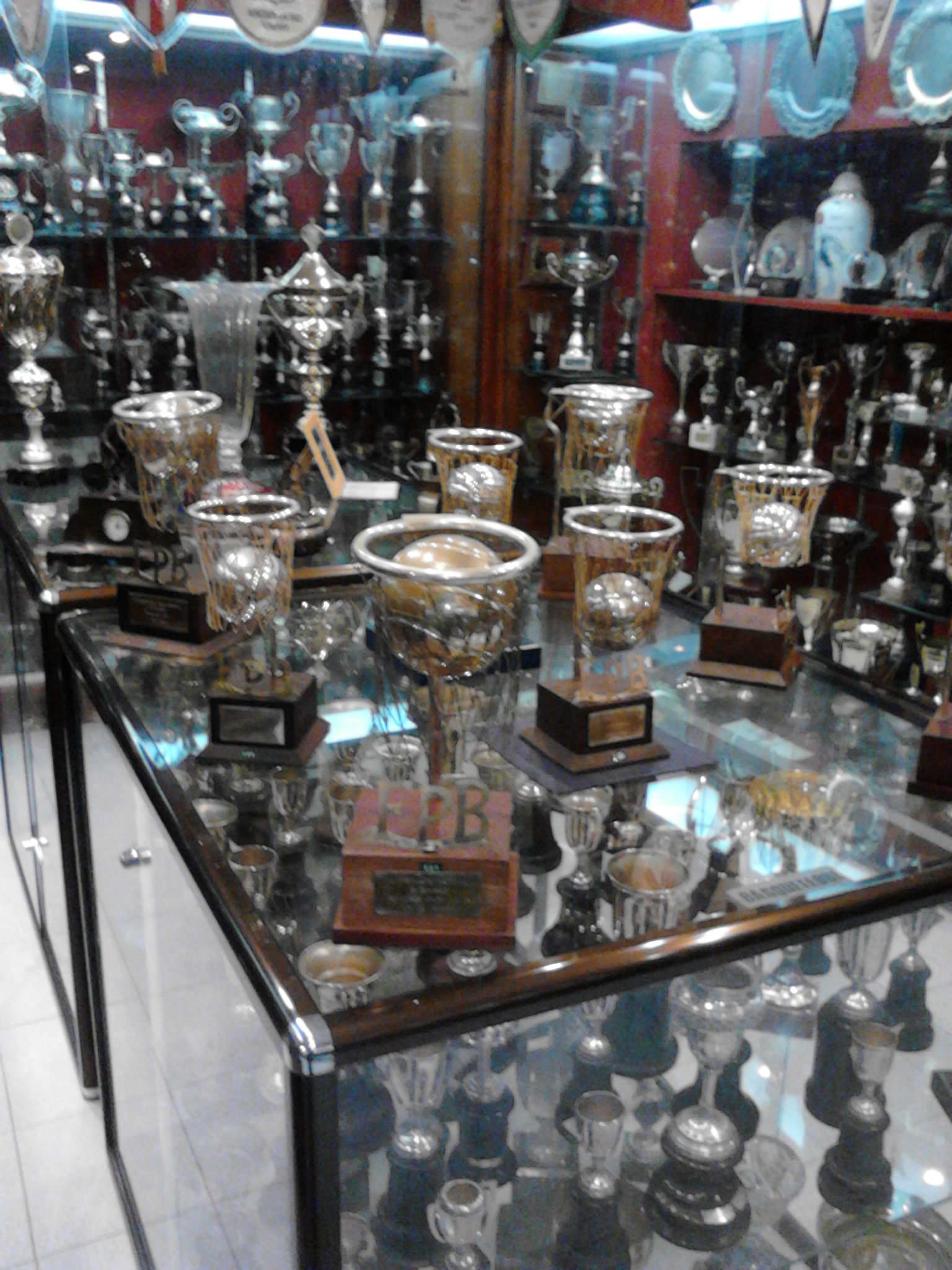
Panomara dos troféus de Basquetebol

- 2 Campeonatos Nacionais (1939-40;1944-45)
- 2 Taças de Portugal
- 1 Taça "Federação"
- 1 Liga de Verão
- 4 Campeonatos de Lisboa
- 3 Campeonatos Nacionais, em Juniores
- 3 Campeonatos Nacionais, em Juvenis
- 2 Campeonatos Nacionais, em Infantis
- 8 Campeonatos de Lisboa, em Juniores
- 4 Campeonatos de Lisboa, em Juvenis
- 5 Campeonato de Lisboa, em Infantis
- 1 Campeonato Nacionais, no Setor Feminino
- 7 Campeonatos de Lisboa, no Setor Feminino

## Artigos relacionados
- Liga Portuguesa de Basquetebol
- Proliga
- Supertaça de Portugal de Basquetebol